# سيندي ماكي
سيندي ماكي (بالإنجليزية: Cindy Mackey)‏ هي لاعبة غولف أمريكية، ولدت في 2 أبريل 1961 في أثينا في الولايات المتحدة.